# Cafeteros Pro
Cafeteros Pro est une franchise colombienne de rugby à XV. Créée en 2019, elle évoluait en Súperliga Americana de Rugby jusqu'en 2022.

## Historique
La franchise est créée en 2019, dans le but de prendre part à des matchs de classement en fin d'année lors de la saison 2020 de la Súperliga Americana de Rugby. Mais ces matchs ne pourront avoir lieu à cause de la pandémie de Covid-19.
En novembre 2020, il est annoncé que la franchise prendra pleinement part à la saison 2021. Dotée d'un budget de 330 000 USD, elle emploie trente joueurs professionnels, parmi lesquels 19 colombiens et 10 argentins. Parmi les joueurs argentins recrutés, certains ont une expérience internationale à sept, comme Aníbal Panceyra et Nicolás Roger.
Pour sa première saison, l'équipe ne remporte que aucune rencontre. Elle récolte néanmoins 5 points de bonus, et est passée proche de l'exploit face au Peñarol Rugby, ne s'inclinant que 14-13 face à ces derniers.
Après une première saison difficile, la fédération colombienne cède le contrôle de l'équipe à la fédération argentine. 20 des 30 joueurs de l'équipe seront Argentins, les 10 autres étant Colombiens. L'entraîneur de l'équipe sera désormais Nicolás Galatro. L'équipe reste tout de même financé à 73% par le Ministère des Sports colombien.
Lors de sa deuxième saison, l'équipe remporte 4 matchs sur 10 et perd 6 fois. Elle termine à la 4e place et se qualifie donc pour les demi-finales de la saison 2022. Elle s'inclinera 34 à 13 face au Peñarol Rugby.
La participation des Cafteros n'est pas reconduite pour l'édition 2023, alors que la compétition sud-américaine est remaniée et s'ouvre au reste du continent américain. Malgré ce changement de statut, la franchise et la fédération colombienne ouvrent un partenariat avec l'équipe des American Raptors, basée aux États-Unis et l'une des participantes à la saison 2023 de la compétition ; il se conclut notamment avec l'intégration de cinq joueurs colombiens dans l'effectif des Raptors.

## Personnalités du club

### Effectif 2022
| Nom                    | Poste            | Nationalité sportive |
| ---------------------- | ---------------- | -------------------- |
| Álvaro Llaver          | Talonneur        | Colombie             |
| Boris Wenger           | Talonneur        | Argentine            |
| Diego Posada           | Talonneur        | Colombie             |
| Carlos Angulo Reyes    | Pilier           | Colombie             |
| Javier Corvalán        | Pilier           | Argentine            |
| Lucas Fernández        | Pilier           | Argentine            |
| Brian Gonzalez         | Pilier           | Argentine            |
| Tomas Bertot           | Pilier           | Argentine            |
| Daniel Gutiérrez       | Pilier           | Colombie             |
| Federico Lavanini      | Deuxième ligne   | Argentine            |
| Eliseo Fourcade        | Deuxième ligne   | Argentine            |
| Gregorio Hernandez     | Deuxième ligne   | Argentine            |
| José Galvez            | Troisième ligne  | Argentine            |
| Felipe Puertas         | Troisième ligne  | Argentine            |
| Diver Ceballos         | Troisième ligne  | Colombie             |
| Luis Giraldo           | Troisième ligne  | Colombie             |
| Juan Bautista Mernes   | Troisième ligne  | Argentine            |
| Marcos Amorisa         | Troisième ligne  | Colombie             |
| Joaquin Sánchez        | Troisième ligne  | Argentine            |
| Marcos Amorisa         | Demi de mêlée    | Argentine            |
| Eliseo Morales Abraham | Demi de mêlée    | Argentine            |
| Julián Navarro         | Demi de mêlée    | Colombie             |
| Andres Álvarez         | Demi d'ouverture | Colombie             |
| Julián Hernández       | Demi d'ouverture | Argentine            |
| Jhojan Ortiz           | Demi d'ouverture | Colombie             |
| Juan Agudelo           | Centre           | Colombie             |
| Manuel Alfaro          | Centre           | Argentine            |
| Valentín Fernández     | Centre           | Argentine            |
| Leonardo Gea           | Centre           | Argentine            |
| Alain Altahona         | Ailier           | Colombie             |
| Bryan Guzmán           | Ailier           | Colombie             |
| Manuel De Marco        | Ailier           | Argentine            |
| Franco Guidice         | Arrière          | Argentine            |

### Entraîneurs
- 2021 :  Rodolfo Ambrosio
- Depuis 2022 :  Nicolás Galatro

## Parcours
| Saison | Phase régulière | Phase régulière | Phase régulière | Phase régulière | Phase régulière | Phase régulière | Phase régulière | Phase régulière | Phase régulière | Phase finale   |
| Saison | Place           | MJ              | V               | N               | D               | PM              | PE              | Diff            | Pts             | Phase finale   |
| ------ | --------------- | --------------- | --------------- | --------------- | --------------- | --------------- | --------------- | --------------- | --------------- | -------------- |
| 2021   | 6e              | 10              | 0               | 0               | 10              | 167             | 429             | -262            | 5               | Non qualifié   |
| 2022   | 4e              | 10              | 4               | 0               | 6               | 168             | 295             | -127            | 20              | Demi-finaliste |